# Evans Rutto
Evans Rutto, auch Evans Rutto Limo, (* 8. April 1978 in Marakwet) ist ein kenianischer Langstreckenläufer, der sich auf den Marathonlauf spezialisiert hat.

## Werdegang
Evans Rutto wurde 1999 Fünfter der Crosslauf-Weltmeisterschaft.
Bei den Halbmarathon-Weltmeisterschaften 2001 wurde er in 1:00:43 h Sechster und Zweiter im Team.
2003 siegte er beim Chicago-Marathon in 2:05:50 und erzielte damit die beste Zeit, die ein Marathon-Neuling je gelaufen war. Im darauffolgenden Jahr gewann er den London-Marathon und ein zweites Mal in Chicago, wiederum mit Zeiten unter 2:07. 2005 wurde er Zehnter in London und Vierter in Chicago, 2006 Zehnter in London.
Evans Rutto ist verheiratet und hat drei Kinder. Er wird seit 2003 von Dieter Hogen trainiert.